# 9104 Matsuo
A 9104 Matsuo (ideiglenes jelöléssel 1996 YB) a Naprendszer kisbolygóövében található aszteroida. Takao Kobajashi fedezte fel 1996. december 20-án.